# 오데야 러시
오데야 러시(히브리어: אודיה רש, 영어: Odeya Rush, 1997년 5월 12일 ~ )는 이스라엘의 배우, 모델이다.

## 출연 작품

### 영화
- 티모시 그린의 이상한 삶 (2012)
- 카니발: 피의 만찬 (2013)
- 더 기버: 기억전달자 (2014)
- 구스범스 (2015)
- 헌터스 프레어 (2017)
- 레이디 버드 (2017)
- 덤플링 (2018)
- 스피닝 맨 (2018)
- 렛 잇 스노우 (2019)
- 차 차 리얼 스무스 (2022) - 로드리고 역
- 엄마 (2022)
- 덴저러스 워터 (2023) - 로즈 역

### 텔레비전
- 성범죄수사대: SVU (2010)
- 커브 유어 엔수지애즘 (2011)
- 판테온 (2022) - 목소리